# Паисий (Яроцкий)
И́нок Паи́сий, или Паи́сий Киевский (в миру Прокопий Григорьевич Яроцкий; 1821—1893) — рясофорный инок Киево-Печерской лавры, юродивый.
30 ноября 2017 года Архиерейский собор Русской православной церкви принял решение об общецерковном прославлении преподобного Паисия Киевского.

## Биография

### Ранние годы
Блаженный Паисий родился в 1821 году в городе Лубны Полтавской губернии в многодетной семье мещан. При рождении наречён Прокопием. Его мать была глубоко верующей и благочестивой женщиной и всех своих детей воспитала в благочестии и чистоте. Особенно она любила принимать странников и богомольцев.
В 16 лет его приняли в Киево-Печерскую Лавру на временное послушание. В этом неопределённом положении он пребывал около трех лет, поскольку долго не мог собрать нужных бумаг: требовалось письменное согласие матери, братьев, увольнение от Луганского мещанского общества, утверждённого Полтавской казённой палатой.
Потеряв надежду на поступление в обитель, Прокопий хотел уже уйти из неё, но опасно заболел и был отправлен в братскую больницу. Там юноша удостоился чудесного видения: Божия Матерь открыла ему его будущий подвиг и упрекала в малодушии.

### Монашество
Прокопий остался в Лавре, и 23 марта 1850 года был зачислен действительным послушником. Своим духовником он избрал преподобного Парфения. С благоговением юноша наблюдал за жизнью и второго великого старца — блаженного Феофила. Усердно трудясь на клиросном послушании, Прокопий не раз подвергался насмешкам своих товарищей—клирошан, из-за чего он ещё более усугубил свой молитвенный подвиг.
В 1853 году послушник Прокопий был переведён записчиком в Голосеевскую пустынь. Направляя юношу на новое послушание, Духовный Собор Лавры рекомендовал его как человека благонадёжного, скромного и честного.
К первоначальным проявлениям юродства Прокопия можно отнести то, что в храме он никогда не читал по книге, а на память, перевернув при этом книгу. К Матери Божией обращался на «Вы»; иногда вёл себя странно в храме или подрясником вытирал перила.

### Юродство
В 1854 году пострижен с именем Паисий. Начал юродствовать, был переведён в Китаевскую пустынь. Вскоре святой, уже не признававший приличия, в грязной одежде, с железным посохом, начал скитаться по Киеву, ночуя на улице или в Лавре. Питался объедками, зимой переносил морозы, стоя на коленях в снегу. Бывая в церкви, находился в постоянном движении, обличая молящихся, гоняясь за видимыми ему призраками, нарушая богослужение криками и причудливыми телодвижениями. Юродство привлекало к Паисию множество почитателей, для свидания с ним приезжали из отдалённых городов и сёл. Прославился чудотворениями и прозорливостью. При общении с людьми любимым занятием святого было грозное обличение. В 1867 году Киевский митрополит пытался водворить Паисия в Китаевской пустыни под надзор в отдельной келье, но из этого ничего не получилось.
В Голосеево Прокопию было поручено ещё одно послушание: читать молитвенное правило владыке Филарету. Спустя год, по благословению святителя, скитоначальник иеросхимонах Моисей постриг его в рясофор с именем Паисий. Вскоре после пострига отец Паисий вернулся в Киево-Печерскую Лавру, где вскоре и начал свой трудный высокий подвиг юродства.
Он стал вести себя как безумный, скитался по киевским монастырям, приходя в Лавру на богослужения, спал где придётся и как придётся, да и никто не видел его спящим по-настоящему. Одевался очень бедно и убого, на голове носил грязную повязку, а на ногах — дырявые валенки или сапоги без подошв. В руках неизменно держал палку, обмотанную тряпкой. Если кто-то дарил ему рясу, он сначала пачкал её в грязи или отрезал кусок полы или раздирал в нескольких местах и только тогда надевал, а подрясники всегда отдавал нищим. За каждую поданную ему милостыню клал земные поклоны, поминая всех жертвователей поимённо.
Питался блаженный остатками с братского стола, смешивая в своей тарелке все кушанья сразу, остатки складывал в маленький горшочек и прятал «про запас», чтобы спустя время съесть эту уже несъедобную для обычного человека пищу.
Терпел много насмешек, получал плевки в лицо, бывал неоднократно бит, но всё прощал своим обидчикам и кротко молился за них. За такое смирение и добровольное мученичество Господь прославил Своего угодника даром чудодейственной молитвы, прозорливости и исцелений, а также одарил его великой сострадательной любовью к людям, которую преподобный скрывал под покровом юродства. К каждому преподобный обращался «душечко» или «душко»; все проступки и грехи, тайные намерения и мысли собеседника как бы переводил на себя и обличал, словно свои собственные.
Блаженный старец предвидел убийство русского императора Александра II, назначение на Киевскую митрополичью кафедру святителя Иоанникия (Руднева, †1900) и многое другое. Он всегда вовремя появлялся там, где нужно было утешить унывающих, примирить ссорящихся, ободрить подвизающихся.
Со временем блаженного Паисия полюбил весь Киев. С 1867 года преподобный жил в Китаевской пустыни, а в 1879 году был помещён в Китаевскую братскую богадельню, и сам, будучи немощным, с великой любовью ухаживал за более немощными страждущими братиями. Блаженный немало послужил и своей больной матери и проводил её в последний путь.

### Смерть
День кончины старец предузнал заранее. Чувствуя приближение смерти, он ушёл в Лавру, где был помещён в братскую больницу. 17 апреля 1893 года блаженный тихо скончался после причащения Святых Христовых Таин. Его похоронили на братском кладбище в Спасо-Преображенской пустыни, приписанной к Киево-Печерской Лавре (в советское время пустынь была упразднена). Кончину блаженного Паисия оплакивал весь Киев. Территория бывшего братского кладбища Спасо-Преображенской пустыни, на котором был погребён блаженный Паисий, находится на одном частном приусадебном участке в исторической местности Мышеловка (г. Киев).